# Semiothisa arubrescens
Semiothisa arubrescens är en fjärilsart som beskrevs av Mcdunnough 1939. Semiothisa arubrescens ingår i släktet Semiothisa och familjen mätare. Inga underarter finns listade i Catalogue of Life.